# Siège de Fort Alamo
Pour les articles homonymes, voir Alamo.
Révolution texane
Batailles
- Gonzales
- Concepción
- Grass Fight
- Béxar
- San Patricio
- Agua Dulce
- Fort Alamo
- Refugio
- Coleto
- San Jacinto

Le siège de Fort Alamo, du 23 février au 6 mars 1836, fut un événement majeur de la révolution texane. Après un siège de 13 jours, les troupes mexicaines commandées par le général Antonio López de Santa Anna (le siège eut lieu durant les présidences de Miguel Barragán et de José Justo Corro) lancèrent un assaut contre la mission Alamo près de San Antonio de Bexar (aujourd'hui San Antonio aux États-Unis). Tous les défenseurs texans furent tués et la cruauté apparente de Santa Anna pendant la bataille poussa de nombreux colons et aventuriers américains à rejoindre l'armée texane. Poussés par l'envie de prendre leur revanche, les Texans battirent l'armée mexicaine à la bataille de San Jacinto le 21 avril 1836 qui acheva la Révolution.
Plusieurs mois auparavant, les Texans avaient chassé les troupes mexicaines hors du Texas, alors partie de l'État de Coahuila y Texas, et placé quelque 100 soldats en garnison dans l'Alamo. L'unité fut renforcée par une unité menée par les futurs commandants du fort, James Bowie et William B. Travis. Le 23 février, environ 1 500 soldats mexicains arrivèrent à San Antonio de Béxar avec l'objectif de reprendre le Texas. Durant douze jours, les deux forces s'affrontèrent lors de plusieurs escarmouches. Conscient que sa garnison ne pourrait pas résister à une attaque de grande ampleur, Travis écrivit plusieurs lettres pour demander des renforts mais moins de cent hommes le rejoignirent.
Au matin du 6 mars, l'armée mexicaine avança sur l'Alamo mais ses deux premiers assauts furent repoussés. Alors que les soldats mexicains escaladaient les murs lors du troisième assaut, les Texans furent obligés de quitter les remparts et de se replier dans les bâtiments de l'intérieur du fort. Les défenseurs qui n'y parvinrent pas furent massacrés par la cavalerie mexicaine. Entre cinq et sept Texans se seraient rendus mais si cela fut le cas, ils furent rapidement exécutés. Selon les témoins oculaires, de 182 à 257 Texans trouvèrent la mort et selon les historiens, de 400 à 600 Mexicains furent tués ou blessés. Plusieurs non-combattants furent envoyés à Gonzales pour annoncer la défaite texane. La nouvelle causa la panique et l'armée texane, la plupart des colons et le nouveau gouvernement de la république du Texas s'enfuirent pour échapper à la progression de l'armée mexicaine.
Au Mexique, la bataille a souvent été éclipsée par les événements de la guerre américano-mexicaine de 1846-1848. Du fait de l'accroissement de la population anglophone dans la région au XIXe siècle, le site devint connu comme l'équivalent américain de la bataille des Thermopyles et les terrains et les bâtiments furent finalement achetés par la législature du Texas au début du XXe siècle. L'Alamo est aujourd'hui « le site le plus touristique du Texas ». Si la bataille a été relatée dans de nombreux ouvrages historiques dès 1843, le grand public est aujourd'hui plus familiarisé avec les mythes propagés par les diverses adaptations cinématographiques et télévisuelles comme la série Davy Crockett dans les années 1950 et le film Alamo de 1960.

## Contexte
Pour des articles plus généraux, voir Histoire du Texas et Révolution texane.
Sous le président Antonio López de Santa Anna, le gouvernement mexicain commença à s'éloigner du modèle fédéraliste.
Les tendances de plus en plus unitaires inspirées par Santa Anna culminèrent par la révocation le 23 octobre 1835 de la Constitution de 1824, durant la présidence intérimaire de Barragán, lors de l'approbation des « bases constitutionnelles » qui mirent fin à la première république fédérale et établirent un système centraliste.
La partie texane du territoire de l'état mexicain du Coahuila y Texas était essentiellement peuplée par des immigrants venant des États-Unis. Ils étaient habitués à un gouvernement fédéraliste accordant de larges libertés individuelles et manifestèrent ouvertement leur mécontentement concernant l'évolution centralisatrice du Mexique. Inquiétées par les précédentes tentatives américaines pour acheter le Texas, les autorités mexicaines firent porter la responsabilité de l'agitation texane sur les immigrants américains dont beaucoup n'avaient pas essayé de s'adapter à la culture mexicaine et ne parlaient pas espagnol.
En octobre, les Texans engagèrent les troupes mexicaines lors de la bataille de Gonzales, ce qui déclencha la Révolution texane. Déterminé à écraser la révolte, Santa Anna, qui n'était alors plus président de la République, commença à rassembler une large force pour restaurer l'ordre. La plupart des soldats étaient de simples recrues et beaucoup avaient été enrôlés de force.

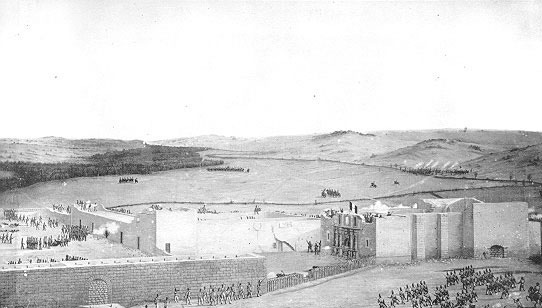
La Fall of the Alamo de Theodore Gentilz en 1844 représentant le complexe de l'Alamo depuis le sud. Les casernes basses, la chapelle et la palissade en bois les reliant sont au premier plan.

Les Texans chassèrent toutes les troupes mexicaines stationnées au Texas. Le dernier groupe mexicain dans la région commandé par le beau-frère de Santa Anna, le général Martín Perfecto de Cos (en), se rendit le 9 décembre après le siège de Béxar. À ce moment, l'armée texane était dominée par les nouveaux immigrés dans la région, essentiellement des aventuriers venant des États-Unis. De nombreux colons mexicains qui avaient participé aux combats n'étaient pas préparés à une longue campagne et rentrèrent chez eux.
Ulcéré par ce qu'il considérait être une ingérence des États-Unis dans les affaires mexicaines, Santa Anna conformément aux lois mexicaines traita les combattants étrangers comme des flibustiers, c'est-à-dire des délinquants de droit commun et non des combattants d'une armée régulière : pris, ils étaient immédiatement fusillés,. Santa Anna en donna l'avertissement dans une lettre adressée au président américain Andrew Jackson. Cette lettre ne fut pas diffusée à grande échelle et il est probable que la plupart des recrues américaines au Texas ne savaient pas que les Mexicains ne feraient pas de prisonniers.
Lorsque les troupes mexicaines quittèrent San Antonio de Bexar (aujourd'hui San Antonio aux États-Unis), les soldats texans établirent une garnison à la mission Alamo, un ancien avant-poste religieux espagnol qui avait été transformé en forteresse improvisée. Décrit par Santa Anna comme « une fortification irrégulière en valant à peine le nom », l'Alamo avait été conçu pour repousser les attaques des tribus amérindiennes et non une armée équipée de canons. Le complexe se composait d'une grande place centrale qui était bordée dans le coin sud-est par une chapelle et à l'ouest par un bâtiment à un étage appelé les casernes basses. Une palissade en bois s'étendait entre ces deux bâtiments. Les casernes hautes à deux étages s'étendaient au nord de la chapelle et des enclos pour les chevaux et le bétail étaient situés à l'arrière. Ces différents bâtiments étaient reliés par des murs qui mesuraient au moins 84 cm d'épaisseur et étaient hauts d'entre 2,7 et 3,7 m,.
Comme il n'y avait pas d'embrasures dans les murs, l'ingénieur texan Green B. Jameson avait fait construire des passerelles pour que les défenseurs puissent tirer au-dessus des murs ; cette méthode exposait néanmoins le haut du corps du tireur. Les forces mexicaines avaient abandonné 19 canons et Jameson les déploya le long des murs. Les volontaires américains de Nouvelle-Orléans avaient amené avec eux un puissant canon de 18 livres et Jameson l'installa dans le coin sud-ouest du complexe. Il se vanta auprès du commandant texan Samuel Houston que les Texians pourraient écraser à plate couture une armée dix fois plus nombreuse avec ces canons.
La garnison texane manquait cruellement d'hommes et de ravitaillement et il restait moins de 100 soldats le 6 janvier 1836. Le colonel James C. Neill, le commandant de l'Alamo, écrivit au gouvernement provisoire : « s'il y a jamais eu un dollar ici, je n'en ai pas connaissance ». Neill demanda l'envoi de renforts et de ravitaillement en insistant sur le fait que la garnison serait probablement incapable de résister à un siège de plus de quatre jours,. Le gouvernement texan était en plein chaos et était incapable de fournir un soutien,. Quatre personnes différentes revendiquaient le commandement suprême de l'armée et le 14 janvier, Neill demanda à l'un d'eux, Samuel Houston, de l'aider à rassembler des munitions, du ravitaillement et des vêtements.

## Prélude

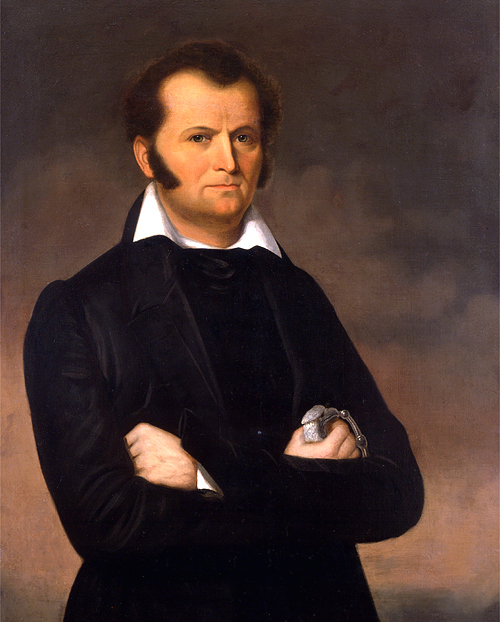
James Bowie arriva au fort Alamo le 19 janvier avec l'ordre de le détruire. Il devint finalement l'un des commandants de la garnison.

Houston ne pouvait pas détacher suffisamment d'hommes pour réaliser une défense efficace. Il chargea le colonel James Bowie avec 30 hommes de retirer l'artillerie de l'Alamo et de détruire le complexe,. Bowie était incapable de déplacer les pièces d'artillerie car la garnison de l'Alamo n'avait pas les animaux de trait nécessaires et Neill persuada rapidement Bowie de l'importance stratégique de la position. Dans une lettre au gouverneur Henry Smith, Bowie avança que « le salut du Texas dépend en grande partie du fait de garder Béxar hors des mains de l'ennemi. Il sert de piquet de garde frontalier et s'il était en possession de Santa Anna, il n'y a aucune place-forte pour l'empêcher de poursuivre sa marche vers la Sabine, ». La lettre à Smith se terminait par, « le colonel Neill et moi-même avons solennellement décidé que nous préférions mourir dans ces tranchées plutôt que de l'abandonner à l'ennemi ». Bowie écrivit également au gouvernement provisoire pour demander des « hommes, de l'argent, des fusils et de la poudre à canon ». Peu de renforts furent accordés ; l'officier de cavalerie William Travis arriva à Béxar avec 30 hommes le 3 février. Cinq jours plus tard, un petit groupe de volontaires arriva sur place dont le célèbre pionnier et ancien congressiste du Tennessee, Davy Crockett.

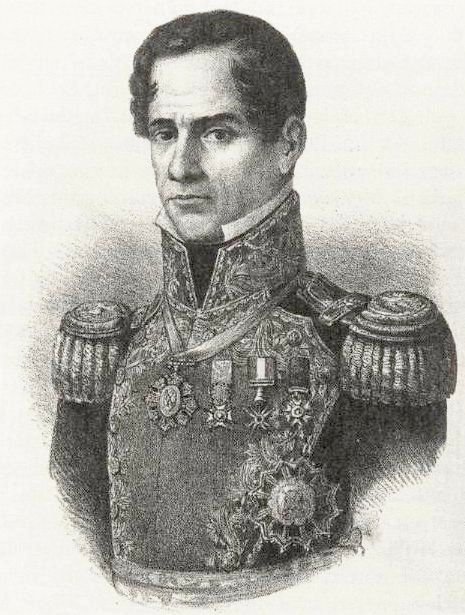
Le général Antonio Lopez de Santa Anna mena les troupes mexicaines au Texas en 1836.

Le 11 février, Neill quitta l'Alamo, probablement pour recruter des renforts et rassembler du ravitaillement. Il transféra son commandement à Travis, l'officier le plus gradé de la garnison. Les volontaires représentaient la plus grande partie de la garnison et ils étaient réticents à accepter Travis comme leur commandant. Bowie, qui avait une réputation de combattant féroce fut élu par ses hommes. Bowie célébra cela en s'enivrant et il causa un certain chaos à Béxar en harcelant les habitants et en libérant les prisonniers de la prison. Pour apaiser le ressentiment, Bowie accepta de partager le commandement avec Travis,,.
Alors que les Texans luttaient pour trouver des hommes et du ravitaillement, Santa Anna continua de rassembler des forces à San Luis Potosí et à la fin de l'année 1835, son armée comptait 6 019 soldats. Plutôt que d'avancer le long de la côte, où ses troupes pouvaient facilement être renforcées et ravitaillées par voie maritime, Santa Anna ordonna à son armée d'avancer directement sur Béxar, le centre politique du Texas et le site de la défaite de Cos. L'armée commença sa marche vers le nord à la fin du mois de décembre. Les officiers profitèrent de ce long trajet pour entraîner leurs hommes. La plupart des nouvelles recrues ne savaient pas utiliser le viseur de leurs armes et beaucoup refusaient de tirer en raison du fort recul.
La progression était lente. Il n'y avait pas suffisamment de mulets pour transporter tout le ravitaillement et leurs propriétaires, tous civils, quittaient la colonne quand leur paiement prit du retard. Le grand nombre de civils, femmes et enfants, qui accompagnaient l'armée consommait les provisions déjà rares et les soldats furent rapidement réduits à des rations partielles. Le 12 février, ils franchirent le Río Grande,. La progression fut également entravée par les conditions climatiques ; environ 40 cm de neige tombèrent le 13 février et la région connut des records de froid. L'hypothermie, la dysenterie et les raids des Comanches firent de nombreuses victimes chez les soldats mexicains.
Le 21 février, Santa Anna et son avant-garde arrivèrent au bord du fleuve Medina à 40 km de Béxar,. Ignorant la proximité de l'armée mexicaine, la plus grande partie de la garnison de l'Alamo participa à une fête avec les habitants de Béxar,. Ayant appris l'organisation de la fête, Santa Anna ordonna au général Joaquín Ramírez y Sesma de s'emparer immédiatement de la forteresse non défendue mais des pluies soudaines empêchèrent le raid.

## Siège

### Approche
Dans les premières heures du 23 février, les résidents commencèrent à fuir Béxar du fait de l'arrivée imminente de l'armée mexicaine. Non convaincu par les rapports, Travis envoya un soldat dans le clocher de la cathédrale de San Fernando, le point le plus élevé de la ville pour surveiller les environs. Plusieurs heures après, les éclaireurs texans rapportèrent la présence de troupes mexicaines à 2,5 km à l'écart de la ville. Peu de dispositions avaient été prises en vue d'un potentiel siège. Un groupe de Texans rassembla du bétail dans le fort et d'autres récupérèrent de la nourriture dans les maisons abandonnées. Plusieurs membres de la garnison qui vivaient dans la ville emmenèrent leurs familles avec eux dans la forteresse. Parmi eux figuraient Almaron Dickinson qui fit rentrer son épouse Susanna et leur fille Angelina ; Bowie, qui était accompagné par les femmes de ses cousins décédés, Gertrudis Navarro et Juana Navarro Alsbury et le jeune fils d'Alsbury ; et Gregorio Esparza, dont la famille rentra dans la chapelle de l'Alamo par une fenêtre après l'arrivée de l'armée mexicaine. D'autres membres de la garnison ne revinrent pas dans le fort ; la plupart des hommes travaillant à l'extérieur de Béxar n'essayèrent pas de traverser les lignes mexicaines.
À la fin de l'après-midi, Béxar était occupé par environ 1 500 soldats mexicains. Lorsqu'ils levèrent un drapeau rouge-sang signifiant qu'il n'y aurait aucun prisonnier, Travis répondit en faisant tirer le plus gros canon du fort. Considérant que Travis avait agi hâtivement, Bowie envoya Jameson pour rencontrer Santa Anna. Travis était ulcéré par cette action unilatérale et il dépêcha son propre émissaire, le capitaine Albert Martin. Les deux messagers rencontrèrent le colonel Juan Almonte et José Bartres. Selon Almonte, les Texans demandèrent une reddition honorable mais ils furent informés que toute reddition ne pouvait être qu'inconditionnelle. Ayant appris cela, Bowie et Travis s'accordèrent pour faire à nouveau tirer le canon,.

### Escarmouches
La première nuit du siège fut relativement calme. Au cours des jours suivants, les soldats mexicains établirent des batteries d'artillerie à environ 300 m au sud et à l'est des murs de l'Alamo. Une troisième batterie fut positionnée au sud-est du fort. Chaque nuit, les batteries se rapprochaient des murs. Durant la première semaine du siège, plus de 200 boulets de canon atterrirent sur la place centrale. Les Texans répliquaient initialement aux tirs mexicains en réutilisant souvent leurs boulets,. Le 26 février, Travis ordonna à l'artillerie d'économiser la poudre et les munitions.
Deux événements notables eurent lieu le mercredi 24 février. Bowie tomba malade et s'effondra laissant Travis seul commandant de la garnison. Plus tard dans l'après-midi, deux éclaireurs mexicains devinrent les premières victimes du siège. Le lendemain matin, entre 200 et 300 soldats mexicains traversèrent le fleuve San Antonio et se dissimulèrent dans les cabanes abandonnées près des murs du fort,,. Plusieurs Texans s'aventurèrent à l'extérieur pour incendier les cabanes sous la protection des autres soldats,. Après deux heures d'escarmouches, les troupes mexicaines se replièrent vers Béxar,. Six soldats mexicains furent tués et quatre autres blessés ; aucun Texan ne fut blessé.
Un courant d'air froid souffla le 25 février et les températures tombèrent à 4 °C. Aucun des deux camps n'était prêt à affronter des températures aussi faibles. Les tentatives texanes pour récupérer du bois furent entravées par les troupes mexicaines. Dans la soirée du 26 février, le colonel Juan Bringas attaqua plusieurs Texans qui incendiaient d'autres huttes. Selon l'historien J. R. Edmondson, un Texan fut tué. Le 1er mars, neuf Mexicains avaient été tués et quatre autres blessés tandis que les Texans n'avaient perdu qu'un seul homme.

### Renforts
Santa Anna posta une compagnie à l'est de l'Alamo sur la route de Gonzales,. Almonte et 300 dragons furent déployés sur la route de Goliad. Tout au long du siège, ces villes avaient reçu de nombreux messages envoyés par Travis pour demander des renforts et du ravitaillement,. La plus célèbre de ces missives, écrite le 24 février, était adressées To the People of Texas & All Americans in the World (en) (« au peuple du Texas et à tous les Américains du monde »). Selon l'historienne Mary Deborah Petite, la lettre est « considérée par beaucoup comme l'un des chefs-d'œuvre du patriotisme américain ». Des copies de la lettre furent distribuées dans tout le Texas et furent finalement réimprimées dans tous les États-Unis et une grande partie de l'Europe. À la fin du premier jour de siège, les troupes de Santa Anna furent renforcées par 600 hommes menés par le général Joaquín Ramírez y Sesma qui portèrent les effectifs de l'armée mexicaine à 2 000 hommes.
Alors que les nouvelles du siège se répandaient dans tout le Texas, de possibles renforts se rassemblèrent à Gonzales. Ils espéraient rejoindre le colonel James Fannin qui devait arriver de Goliad avec sa garnison. Le 26 février, après des jours d'hésitation, Fannin rassembla 320 hommes, quatre canons et plusieurs chariots de ravitaillement pour avancer vers le fort situé à 140 km ; l'expédition fit cependant demi-tour après seulement 1,6 km,. Fannin blâma de cette retraite ses officiers ; ceux-ci et ses hommes l'accusèrent en retour d'avoir abandonné la mission.

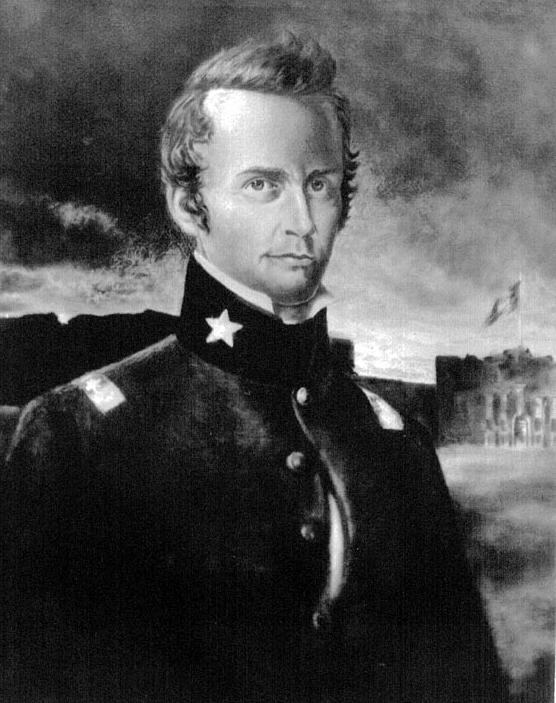
William B. Travis était le second commandant de l'Alamo.

Les Texans rassemblés à Gonzales ignoraient le repli de Fannin à Goliad et beaucoup continuèrent d'attendre son arrivée. Inquiet du retard, Travis ordonna le 27 février à Samuel G. Bastian de se rendre à Gonzales « pour hâter les renforts ». Selon l'historien Thomas Ricks Lindley, Bastian rencontra la compagnie du lieutenant George C. Kimble et le messager de Travis à Gonzales, Albert Martin, qui en avait assez d'attendre Fannin. Une patrouille mexicaine les attaqua et tua quatre hommes dont Bastian. Alors que les 32 survivants approchaient du fort dans la soirée, ils furent pris pour cible par les défenseurs qui croyaient qu'ils étaient des soldats mexicains. Un homme fut blessé et ses jurons en anglais convainquirent les Texans d'ouvrir les portes.
Le 3 mars, environ 1 000 soldats mexicains entrèrent dans Béxar. L'armée mexicaine fit bruyamment la fête pendant l'après-midi pour honorer leurs renforts et pour saluer la victoire du général José de Urrea face au colonel texian Frank W. Johnson lors de la bataille de San Patricio le 27 février. La plupart des Texans dans le fort considéraient que Sesma commandait les forces mexicaines durant le siège et ils attribuèrent à tort les célébrations à l'arrivée de Santa Anna. Les renforts portèrent les effectifs des soldats mexicains à Béxar à presque 3 100 hommes
L'arrivée des renforts mexicains poussa Travis à envoyer trois hommes, dont Davy Crockett, pour chercher la force de Fannin qu'il croyait toujours en route. Les éclaireurs repérèrent un important groupe de Texans campant à 32 km de l'Alamo. Lindley réalisa que 50 de ces hommes venaient de Goliad après la mission avortée de Fannin et les autres avaient quitté Gonzales plusieurs jours auparavant. Juste avant l'aube du 4 mars, un groupe de Texans parvint à percer les lignes mexicaines et à entrer dans le fort mais les soldats mexicains repoussèrent une autre tentative.

### Préparatifs de l'assaut
Le 4 mars, le lendemain de l'arrivée de ses renforts, Santa Anna proposa un assaut contre le fort. Beaucoup de ses officiers recommandèrent d'attendre l'arrivée de deux canons de 12 livres prévue le 7 mars. Dans la soirée, une habitante locale, probablement la cousine par alliance de Bowie, Juana Navarro Alsbury, approcha Santa Anna pour négocier la reddition des défenseurs de l'Alamo. Selon de nombreux historiens, cette rencontre accrut probablement l'impatience de Santa Anna ; comme le nota l'historien Timothy Todish, « il y aurait eu peu de gloire à une victoire sans effusion de sang ». Le lendemain matin, Santa Anna annonça à ses officiers que l'assaut aurait lieu le 6 mars. Il s'arrangea pour que les soldats originaires de Béxar ne soient pas déployés en première ligne pour qu'ils ne soient pas forcés de combattre leurs propres familles.
D'après un récit, Travis rassembla ses hommes le 5 mars et leur expliqua qu'une attaque était imminente et que l'armée mexicaine l'emporterait. Il aurait tracé une ligne dans le sable avec son épée et demandé que ceux qui souhaitaient mourir pour la cause texane la franchissent pour se tenir à ses côtés ; un seul homme (le Français Louis Rose) aurait refusé. Pour la plupart des historiens, cet événement est une légende qui n'est soutenue par aucune source primaire ; le récit apparut plusieurs décennies après la bataille dans un rapport de troisième main. Travis aurait cependant, à un certain moment avant l'assaut final, rassemblé ses hommes pour les informer de la situation et leur donner une chance de quitter le fort. Susannah Dickinson se rappela que Travis annonça que tout homme désirant s'échapper se fasse connaître et qu'il quitte les rangs.
Le dernier départ documenté d'un Texan du fort fut James Allen, une estafette qui partit avec des messages personnels de Travis et d'autres défenseurs le 5 mars.

## Assaut final

### Combats à l'extérieur
| Commandant       | Troupes       | Équipements |
| ---------------- | ------------- | ----------- |
| Cos              | 350           | 10 échelles |
| Duque/Castrillón | 400           | 10 échelles |
| Romero           | 400           | 6 échelles  |
| Morales          | 125           | 2 échelles  |
| Sesma            | 500 cavaliers |             |
| Santa Anna       | 400 réserves  |             |

À 22 h le 5 mars, l'artillerie mexicaine cessa son bombardement. Comme Santa Anna l'avait anticipé, les Texans épuisés profitèrent de leur première nuit de sommeil ininterrompue depuis le début du siège. Juste après minuit, plus de 2 000 soldats mexicains commencèrent à se préparer pour l'assaut final. 1 800 hommes furent répartis en quatre colonnes commandées par les colonels Martín Perfecto de Cos, Francisco Duque, José María Romero et Juan Morales,. Les vétérans furent positionnés sur les extérieurs des colonnes pour mieux contrôler les nouvelles recrues et les conscrits au milieu. 500 cavaliers mexicains furent positionnés autour de l'Alamo pour empêcher la fuite des soldats texans ou mexicains. Santa Anna resta dans le camp avec 400 soldats en réserve,. Malgré le froid mordant, les soldats reçurent l'ordre de ne pas porter de manteaux qui pourraient limiter leurs mouvements. Les nuages dissimulaient la Lune et donc les mouvements des troupes.
À 5 h 30, les soldats avancèrent silencieusement. Cos et ses hommes approchèrent le coin nord-ouest de l'Alamo tandis que Duque menait ses hommes depuis le nord-ouest vers une brèche réparée dans le mur nord du fort. La colonne commandée par Romero marcha vers le mur est et la colonne de Morales progressa en direction du bas parapet à côté de la chapelle.
Les trois sentinelles texanes stationnées à l'extérieur des murs furent tuées dans leur sommeil,, ce qui permit aux soldats mexicains d'approcher des murs sans avoir été repérés. À ce moment, le silence fut rompu par les cris de ¡Viva Santa Anna ! et le son des clairons. Le bruit réveilla les Texans et la plupart des non-combattants se réfugièrent dans la sacristie de l'église. Travis se rua à son poste en hurlant « Courage, les gars, les Mexicains nous attaquent et nous les enverrons en enfer ! » et ¡No rendirse, muchachos ! (« On ne se rend pas les gars ! ») alors qu'il passait à côté d'un groupe de Tejanos (en) (Texans de culture hispanique).

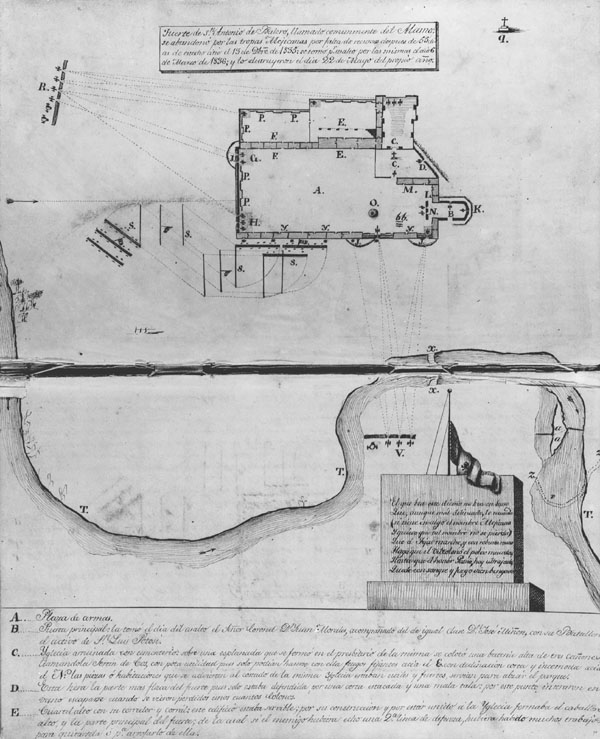
Ce plan de l'Alamo fut rédigé par José Juan Sánchez-Navarro en 1836. Les lettres R et V indiquent l'emplacement des canons mexicains et le S celui des forces de Cos.

Au début de l'assaut, les troupes mexicaines étaient désavantagées car seuls les premiers rangs des colonnes pouvaient tirer en sécurité. Inconscient des dangers, les recrues inexpérimentées dans les rangs « tirèrent au hasard » et blessèrent ou tuèrent les hommes devant eux. La grande concentration de troupes faisait une cible parfaite pour l'artillerie texane. N'ayant pas de boîte à mitraille, les Texans remplirent leurs canons avec toutes les pièces métalliques qu'ils pouvaient trouver dont des charnières de portes, des clous et des fers à cheval découpés. Selon le journal de José Enrique de la Peña, « une seule salve de canon élimina la moitié de la compagnie de chasseurs de Toluca ». Duque fut touché à la cuisse et tomba de cheval avant d'être presque piétiné par ses propres hommes. Le général Manuel Fernández Castrillón (en) le remplaça au commandement de sa colonne.
Même si certains soldats des premiers rangs mexicains vacillaient, les soldats de l'arrière les poussaient vers l'avant. Alors que les troupes se massaient contre les murs, les Texans étaient obligés de se pencher par-dessus le parapet pour tirer et s'exposaient ainsi aux tirs mexicains. Travis fut l'un des premiers défenseurs à être tué ; il fut abattu alors qu'il tirait sur les soldats en contrebas mais une source indique qu'il sortit son sabre et tua un officier mexicain avant de succomber à ses blessures. Les Mexicains posèrent des échelles sur les murs mais les quelques soldats qui parvinrent à escalader les murailles furent rapidement tués ou repoussés. Les Texans avaient cependant de plus en plus de mal à recharger leurs fusils tout en repoussant les soldats qui escaladaient les murs.
Les Mexicains se replièrent et se regroupèrent mais leur second assaut fut repoussé. Quinze minutes après le début de l'affrontement, ils attaquèrent une troisième fois,. Durant cet assaut, la colonne de Romero, progressant vers le mur est, fut exposée aux tirs des canons texans et passa plus au nord où elle se mélangea avec la seconde colonne. La colonne de Cos, également exposée aux tirs depuis le mur occidental, dévia aussi vers le nord. Lorsque Santa Anna vit le gros de son armée massée contre le mur nord, il craignit une déroute ; pris de panique, il envoya ses réserves dans la même zone. Les soldats mexicains les plus proches du mur nord se rendirent compte que la muraille improvisée présentait de nombreux trous et prises. L'un des premiers à escalader l'obstacle de 3,7 m de haut était le général Juan Valentín Amador ; il parvint à ouvrir la poterne du mur nord, ce qui permit aux soldats mexicains de se ruer à l'intérieur du complexe. D'autres passèrent par les embrasures des canons du mur occidental qui étaient peu défendues. Alors que les défenseurs abandonnaient le mur nord et l'extrémité nord du mur ouest,, les artilleurs texans de la partie sud tournèrent leurs canons vers le nord et tirèrent sur les Mexicains venant de cette direction. La partie sud était alors laissée sans protection et en quelques minutes, les soldats mexicains avaient escaladé les murs et tué les artilleurs ; ils prirent ainsi le canon de 18 livres du fort. À ce moment, les hommes de Romero s'étaient emparés du mur oriental du complexe et se ruaient à travers l'enclos à bétail.

### Combats à l'intérieur
Comme prévu avant la bataille, la plupart des Texans se replièrent vers les casernes et la chapelle. Des trous avaient été percés dans les murs pour pouvoir tirer sur les assaillants. Ne pouvant pas rejoindre les casernes, les Texans stationnés le long du mur occidental s'enfuirent vers l'ouest en direction du fleuve San Antonio. Lorsque la cavalerie chargea, les Texans se mirent à couvert dans un fossé. Sesma fut obligé d'envoyer des renforts et les Texans furent finalement tués. Sesma rapporta que cet affrontement impliqua 50 Texans mais Edmondson considère que ce nombre est exagéré.
Les défenseurs dans l'enclos à bétail se replièrent dans le corral des chevaux. Après avoir déchargé ses fusils, le petit groupe escalada un mur, contourna l'arrière de la chapelle et essaya de s'enfuir dans la plaine à l'est qui semblait vide,,. Alors que la cavalerie mexicaine attaquait le groupe, Almaron Dickinson tourna un canon et causa probablement des victimes chez les cavaliers. Les Texans qui tentaient de s'échapper furent cependant tous tués.
Le dernier groupe de Texans restant à l'extérieur était composé de Crockett et de ses hommes qui défendaient le petit mur devant l'église. N'ayant pas le temps de recharger leurs armes, ils utilisaient leurs fusils comme des massues et se battaient avec des couteaux. Après une salve de fusils et une charge mexicaine à la baïonnette, les survivants du groupe se replièrent dans l'église. Les Mexicains détenaient à présent les murs extérieurs et l'intérieur du fort à l'exception de l'église et des pièces le long des murs ouest et est. Les soldats mexicains repérèrent un drapeau texan flottant sur le toit d'un bâtiment et quatre d'entre eux furent tués avant que le drapeau du Mexique ne soit installé à sa place.

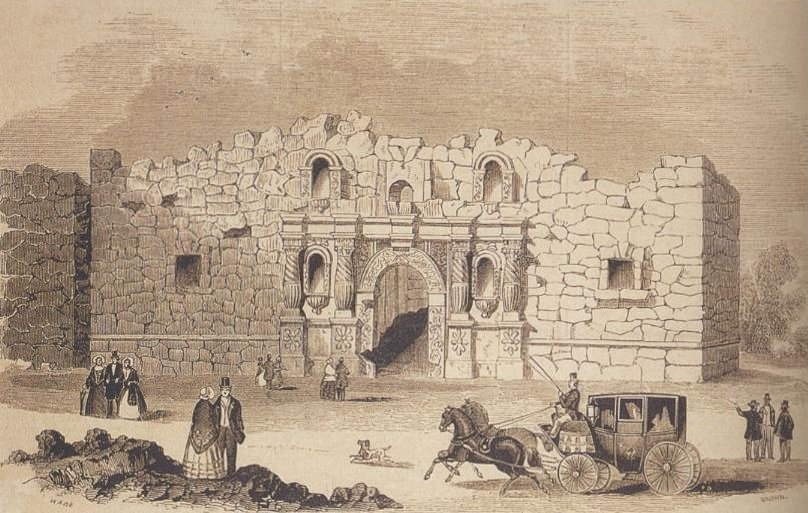
Façade de l'église de l'Alamo en 1854.

De nombreux défenseurs s'étaient abrités dans les salles fortifiées des casernes et dans la confusion les Texans n'avaient pas encloué leurs canons avant de se replier. Les soldats mexicains les réutilisèrent contre les casernes. À chaque porte détruite, les soldats mexicains tiraient une salve de fusils dans la pièce sombre avant de charger pour un combat au corps à corps.
Trop malade pour participer aux combats, Bowie mourut probablement dans son lit. Les témoins oculaires donnent des comptes-rendus divergents sur sa mort. Certains témoins affirmèrent qu'ils avaient vu plusieurs soldats mexicains entrer dans la chambre de Bowie, le frapper avec leurs baïonnettes avant de le tirer vivant à l'extérieur. D'autres avancèrent que Bowie se serait suicidé ou qu'il fut achevé dans son lit. Selon l'historien Wallace Chariton, la version « la plus populaire et probablement la plus juste » est que Bowie est mort dans son lit, « adossé au mur en utilisant ses pistolets et son célèbre couteau ». Les deux premiers Mexicains qui entrèrent dans la chambre furent abattus par ses pistolets et Bowie en tua un ou deux autres avec son couteau avant d'être poignardé à plusieurs reprises par les baïonnettes mexicaines.
Les derniers Texans à mourir furent les 11 artilleurs des deux canons de 12 livres dans la chapelle,. Un boulet du canon de 18 livres pulvérisa les barricades devant l'église et les soldats mexicains entrèrent dans le bâtiment après une première salve de leurs mousquets. Les hommes de Dickinson ripostèrent avec leurs canons situés dans l'abside contre les soldats se ruant par la porte. N'ayant pas le temps de recharger, les Texans attrapèrent leurs fusils et tirèrent avant d'être poignardés à mort. Robert Evans, le responsable du matériel, avait été chargé de ne pas laisser la poudre tomber entre les mains des Mexicains. Blessé, il rampa vers le dépôt de munitions mais fut tué par une balle de fusil et sa torche tomba à quelques centimètres de la poudre. S'il avait réussi, la déflagration aurait certainement détruit l'église et tué toutes les personnes présentes y compris les femmes et les enfants cachés dans la sacristie.
Alors que les soldats approchaient de la sacristie, l'un des jeunes fils d'Anthony Wolf se leva pour se recouvrir d'une couverture. Dans la pénombre, les Mexicains le prirent pour un adulte et le tuèrent. Le dernier Texan à mourir lors de la bataille fut peut-être Jacob Walker qui tenta de se dissimuler derrière Susannah Dickinson et fut poignardé en face des femmes. Un autre Texan, Brigido Guerrero, s'était également réfugié dans la sacristie. Guerrero, un soldat mexicain qui avait déserté en décembre 1835, fut épargné après avoir convaincu les soldats qu'il avait été fait prisonnier,.
À 6 h 30, la bataille était terminée. Les soldats mexicains inspectèrent chaque corps et poignardèrent tous ceux qui bougeaient. Même si tous les Texans étaient morts, les soldats mexicains continuaient de tirer et certains furent tués dans la confusion. Les généraux mexicains furent incapables d'arrêter la soif de sang de leurs hommes et appelèrent Santa Anna à l'aide. Même si le général arriva, les violences continuèrent et les clairons reçurent l'ordre de sonner la retraite. Durant 15 minutes, les soldats continuèrent néanmoins de tirer dans les corps des soldats tués.

## Conséquences

### Pertes

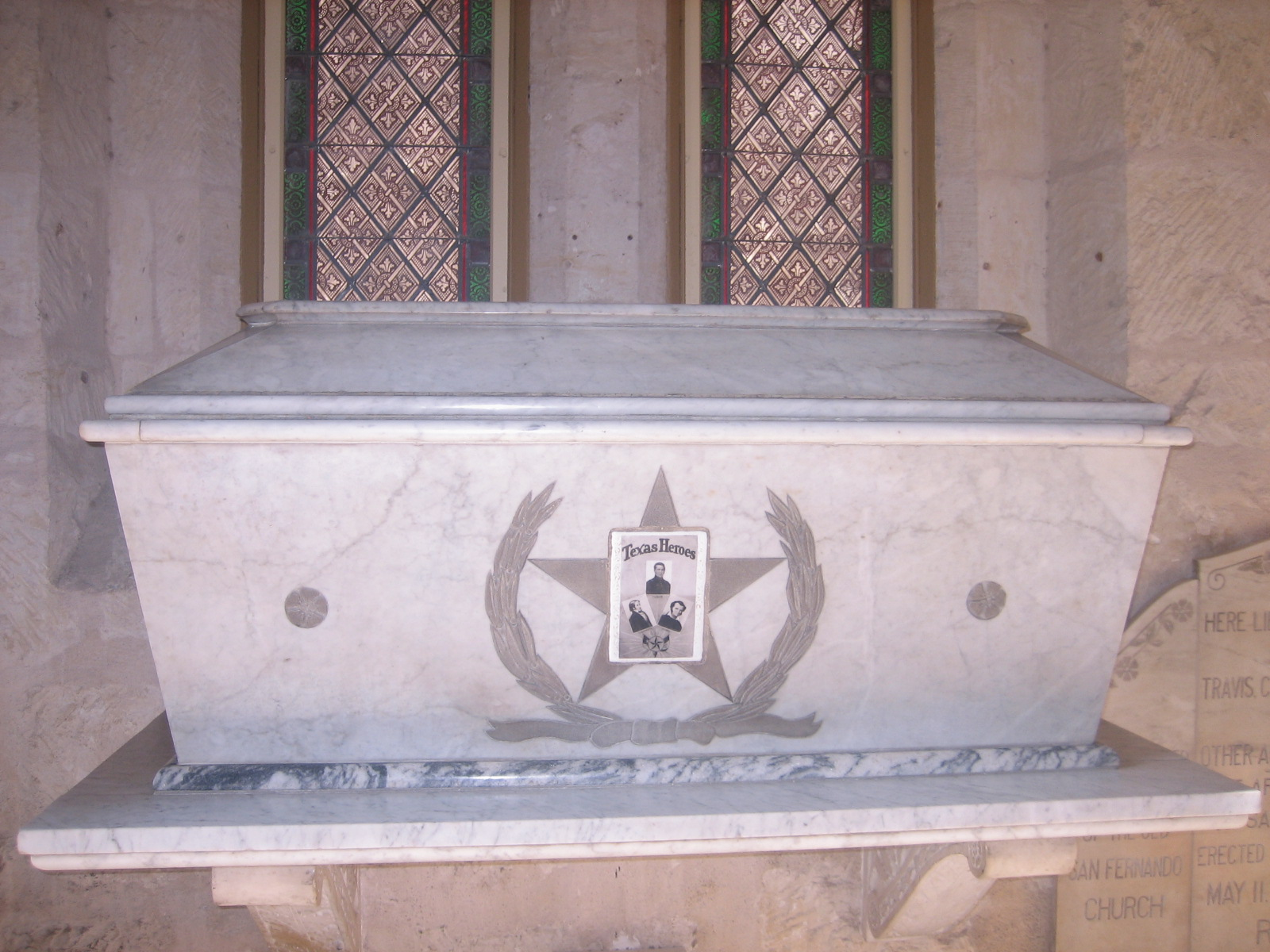
Caveau de la cathédrale de San Fernando qui renfermerait les cendres des défenseurs de l'Alamo.

Selon de nombreux comptes-rendus de la bataille, entre cinq et sept Texans se seraient rendus,,. Furieux que ses ordres aient été ignorés, Santa Anna demanda l'exécution immédiate des survivants. Dans les semaines qui suivirent, des rumeurs avancèrent que Crockett faisait partie des soldats s'étant rendus. Ben, un ancien esclave africain qui travaillait comme cuisinier pour l'un des officiers de Santa, maintint cependant que le corps de Crockett fut retrouvé entouré de « pas moins de seize cadavres mexicains ». Les historiens sont en désaccord sur les circonstances de sa mort,.
Santa Anna aurait déclaré au capitaine Fernando Urizza que la bataille « fut tout sauf une mince affaire ». Un autre officier remarqua alors « qu'avec une autre victoire comme celle-ci, nous irons tous en enfer, ». Dans son premier rapport, Santa Anna affirma que 600 Texans avaient été tués contre seulement 70 tués et 300 blessés du côté mexicain. Son secrétaire, Ramón Martínez Caro, contesta par la suite ce compte-rendu. D'autres sources estiment qu'entre 60 et 200 soldats mexicains furent tués et entre 250 et 300 blessés. La plupart des historiens évaluent que les Mexicains perdirent entre 400 et 600 hommes (tués et blessés),,. Cela représenterait environ un tiers des soldats mexicains impliqués dans l'assaut final et Todish remarque que cela est un « taux de perte absolument colossal ». La plupart des témoins oculaires ont compté 182 corps de Texans. Certains historiens considèrent qu'au moins un Texan, Henry Warnell, était parvenu à s'échapper. Il mourut plusieurs mois après des blessures reçues pendant la bataille ou pendant sa fuite,.
Les soldats mexicains furent inhumés dans le cimetière local.,. Peu après la bataille, le colonel José Juan Sanchez Navarro proposa qu'un monument soit érigé en honneur des soldats mexicains tués au combat ; Cos rejeta l'idée.
Les corps des Texans furent empilés et brûlés,. La seule exception fut pour le corps de Gregorio Esparza. Son frère Francisco, un officier de l'armée de Santa Anna, obtint l'autorisation de donner une sépulture digne à Gregorio. Les cendres furent laissées sur place jusqu'en février 1837, lorsque Juan Seguín (en) revint à Béxar pour examiner les restes. Un simple cercueil portant les noms Travis, Crockett et Bowie fut rempli avec les cendres des bûchers funéraires. Selon un article du 28 mars 1837 du journal Telegraph and Texas Register, Seguín enterra le cercueil sous un bosquet de pêchers. L'emplacement ne fut pas marqué et est aujourd'hui inconnu. Seguín avance par la suite qu'il avait placé le cercueil en face de l'autel de la cathédrale de San Fernando. En juillet 1936, un cercueil fut exhumé à cet endroit mais selon l'historien Wallace Chariton, il est peu probable qu'il s'agisse des restes des défenseurs de l'Alamo. Des fragments d'uniformes furent retrouvés à l'intérieur mais on sait que les défenseurs n'en portaient pas.

### Survivants texans

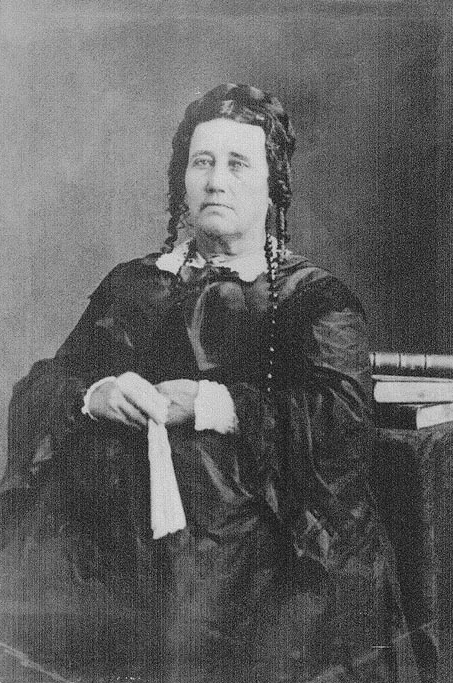
Susanna Dickinson survécut à la bataille de fort Alamo et fut envoyée annoncer la défaite texane.

Afin de convaincre les autres esclaves au Texas de soutenir le gouvernement mexicain contre la révolte texane, Santa Anna épargna la vie de l'esclave de Travis, Joe. Le lendemain de la bataille, il interrogea individuellement chaque non-combattant. Impressionné par Susanna Dickinson, Santa Anna offrit d'adopter sa fille Angelina pour qu'elle fasse ses études à Mexico. Dickinson refusa l'offre qui ne fut pas proposée à Juana Navarro Albury pour son fils qui avait à peu près le même âge. Chaque femme reçut une couverture et deux pesos d'argent. Alsbury et les autres femmes tejanos furent autorisées à rentrer dans leurs maisons de Béxar ; Dickinson, sa fille et Joe furent envoyées à Gonzales avec Ben. Ils furent encouragés à raconter la bataille et à informer le reste des forces texanes que l'armée de Santa Anna était imbattable.

### Impact sur la révolution
Durant le siège, les délégués nouvellement élus du Texas se regroupèrent à la Convention de 1836. Le 2 mars, les délégués proclamèrent l'indépendance pour former la république du Texas. Quatre jours plus tard, les représentants reçurent la dépêche que Travis avait écrit le 3 mars pour avertir de sa situation désespérée. Ignorant que le fort était tombé, Robert Potter demanda que la convention soit ajournée et que ses participants se mettent immédiatement en marche pour secourir l'Alamo. Samuel Houston convainquit les délégués de rester à Washington-on-the-Brazos pour rédiger une constitution. Après avoir été nommé commandant unique de toutes les forces texanes, Houston se rendit à Gonzales pour prendre le commandement des 400 volontaires qui attendaient toujours que Fannin les menât à Alamo.
Quelques heures après l'arrivée de Houston le 11 mars, deux hommes arrivèrent et annoncèrent la chute de l'Alamo et la mort de tous les Texans. Espérant éviter une panique, Houston arrêta les hommes en les accusant d'espionnage. Ils furent libérés quelques heures plus tard quand Susannah Dickinson et Joe arrivèrent à Gonzales et confirmèrent les informations. Réalisant que l'armée mexicaine avancerait rapidement dans le reste du Texas, Houston conseilla à tous les habitants de la zone d'évacuer et ordonna le repli de son armée. Cela causa une panique et un exode massif vers l'est auquel participèrent également les membres du nouveau gouvernement.
Malgré ses pertes à Alamo, l'armée mexicaine au Texas comptait presque six fois plus d'hommes que l'armée texane. Santa Anna considérait que la connaissance de ce déséquilibre et du destin des soldats à Alamo permettraient d'étouffer la révolte et pousseraient les soldats texans à quitter rapidement le territoire. Les nouvelles de la chute de l'Alamo eurent néanmoins l'effet inverse et les hommes affluèrent dans l'armée texane. Le New York Post écrivit que « si [Santa Anna] avait traité les vaincus avec modération et générosité, il aurait été difficile voire impossible de réveiller la sympathie générale pour le peuple du Texas qui encourage à présent tant d'esprits ardents et aventureux à se porter au secours de leurs frères ».
Ayant appris la retraite de Samuel Houston, Santa Anna savait qu'il devait agir rapidement avant que Houston ne puisse rassembler une armée suffisamment importante pour le vaincre. Il divisa ses troupes en trois groupes commandés par Morales, Gaona et lui-même. Il ordonna à Morales de mener 1 000 hommes vers le sud pour restaurer l'ordre dans les villes et villages de la région et envoya Gaona au nord avec 800 hommes vers Mina (actuel Bastrop) pour couper la retraite vers l'est de l'armée texane. Santa Anna rassembla son artillerie et 700 soldats pour accompagner Gaona vers le nord.
L'après-midi du 21 avril, l'armée texane attaqua le camp de Santa Anna près de Lynchburg Ferry. L'armée mexicaine fut prise par surprise et l'issue de la bataille de San Jacinto fut quasiment décimée au bout de 18 minutes. Durant les combats, de nombreux soldats texans crièrent à maintes reprises Remember the Alamo ! (« Souvenez-vous de l'Alamo ! »). Santa Anna fut capturé le lendemain et aurait dit à Houston, « Vous n'êtes pas né pour les choses ordinaires ; vous avez vaincu le Napoléon de l'ouest. Et il lui reste à présent à se montrer généreux envers le vaincu ». Houston répondit, « vous auriez dû vous en souvenir à l'Alamo ». Santa Anna fut obligé de replier ses troupes du Texas, ce qui mit fin à la domination mexicaine de la province et donna une certaine légitimité à la nouvelle république.

## Postérité

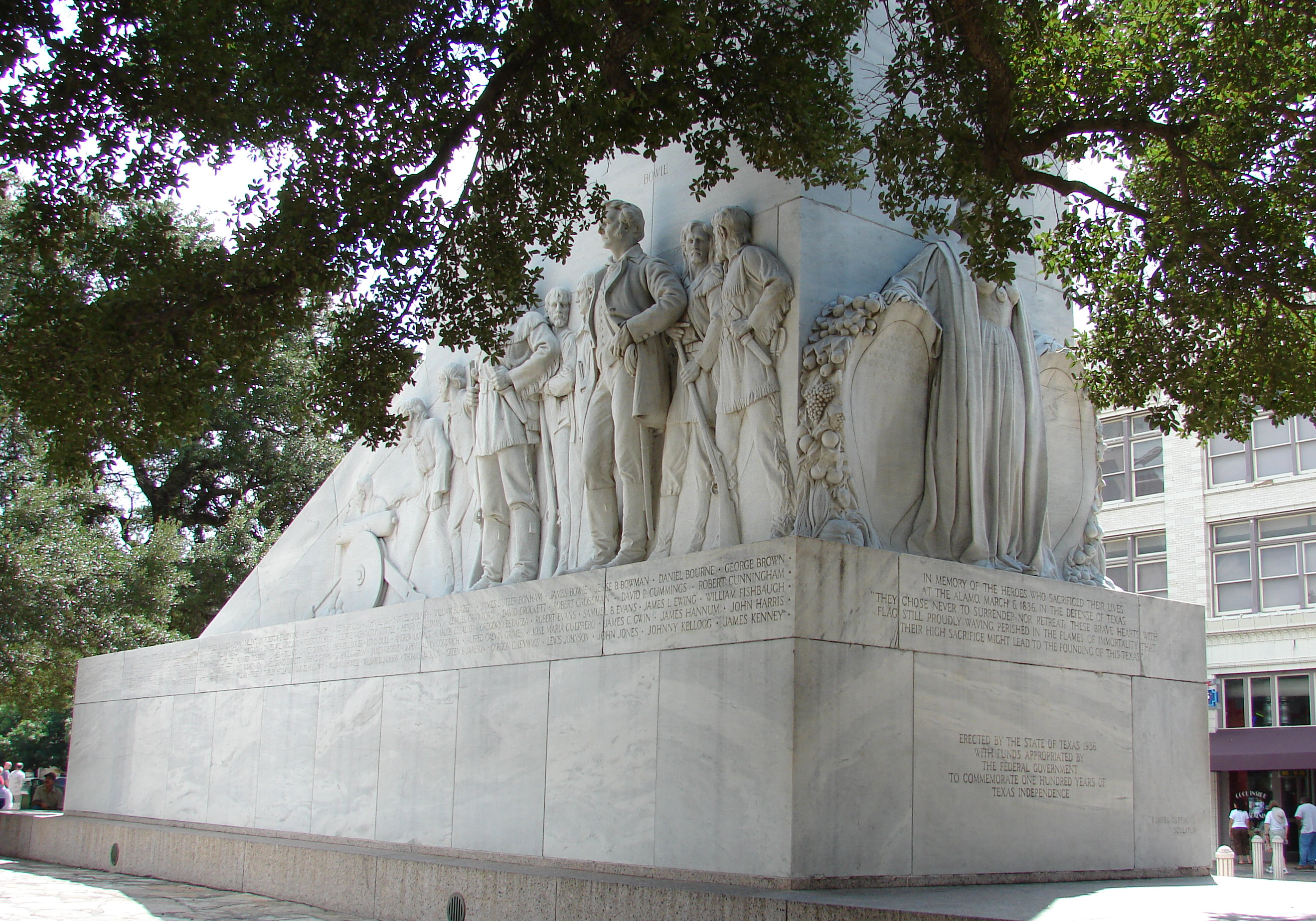
Cénotaphe des défenseurs de l'Alamo.

Après la bataille, Santa Anna fut considéré alternativement comme un héros national ou un paria. Les vues mexicaines sur la bataille reflétaient souvent le point de vue dominant. Ainsi de nombreux comptes-rendus mexicains de la bataille furent rédigés par des hommes[Lesquels ?] qui avaient été, ou qui devinrent, des opposants virulents. De nombreux historiens[Lesquels ?] considèrent que certaines de ces histoires, comme l'exécution de Crockett, ont peut-être été inventées pour discréditer encore plus Santa Anna. Dans la mémoire mexicaine, la campagne du Texas, dont la bataille de fort Alamo, fut rapidement éclipsée par la guerre américano-mexicaine de 1846-1848.
À San Antonio de Béxar, la population à majorité tejano considérait que le complexe de l'Alamo, avant d'être un champ de bataille, était surtout important pour la mission et l'hôpital qui s'y trouvaient. Du fait de l'augmentation de la population anglophone, le site devint plus connu pour la bataille et des tentatives furent entreprises pour préserver ce qui fut qualifié de Thermopyles américaines. Comme l'écrivit l'historienne Susan Schoelwer, « la création de l'image d'Alamo a été une entreprise presque exclusivement américaine » et l'accent fut essentiellement mis sur les défenseurs texans tandis que le rôle des soldats tejanos et les actions de l'armée mexicaine furent oubliés. Au début du XXe siècle, la législature du Texas acheta la propriété et confia la gestion de ce qui est aujourd'hui un sanctuaire officiel de l'État à l'association des Daughters of the Republic of Texas (« Filles de la République du Texas). En face de l'église, au centre de l'Alamo Plaza, se trouve un cénotaphe dessiné par Pompeo Coppini pour commémorer les Texans et les Tejanos morts durant la bataille. Selon Bill Groneman, Alamo est devenu « le site le plus touristique du Texas ».

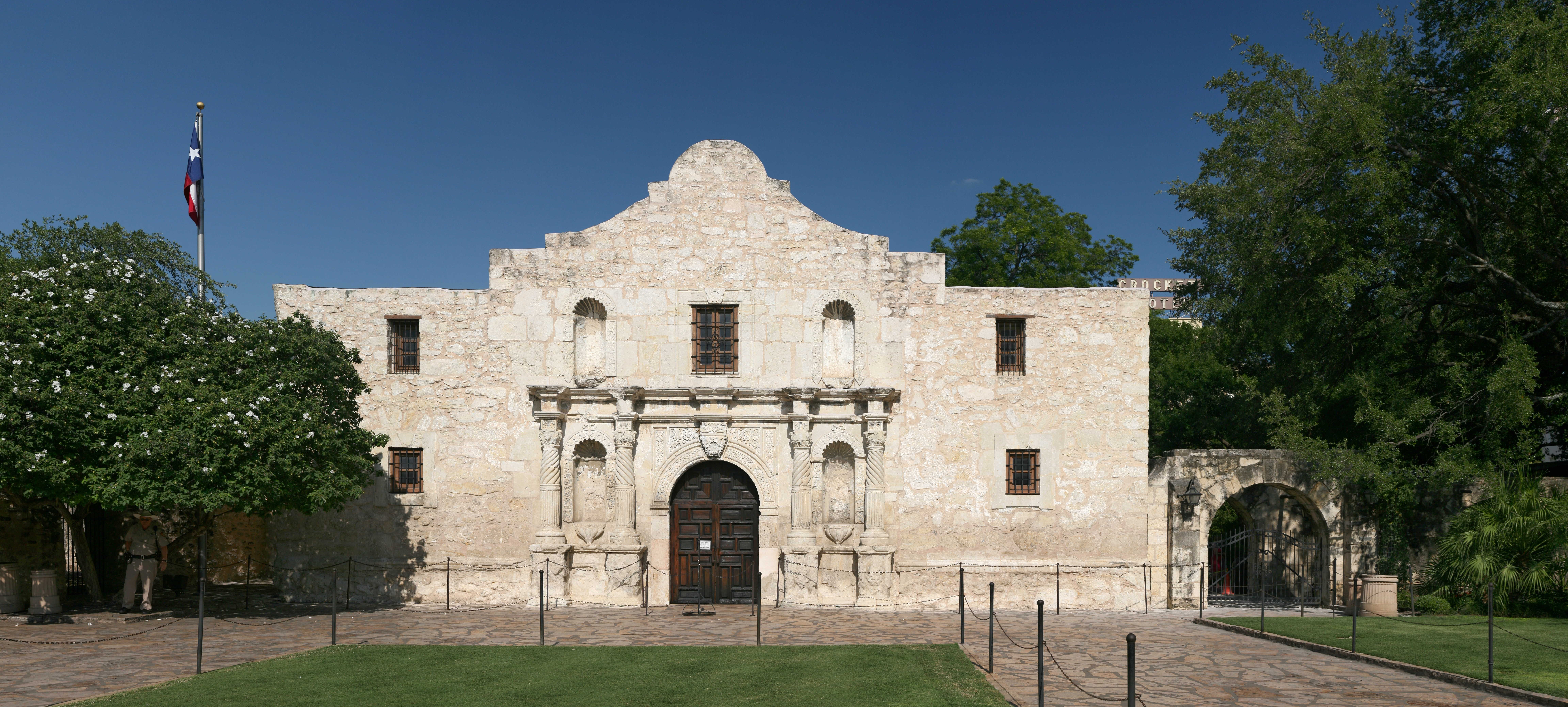
La chapelle Saint-Antoine de l'Alamo qui se trouve aujourd'hui dans le centre-ville de San Antonio au Texas.

Les premiers récits anglophones de la bataille furent rédigés et publiés par la Texas Ranger Division et l'historien amateur John Henry Brown. La bataille fut ensuite relatée dans The Fall of the Alamo (« la Chute de l'Alamo ») de Reuben Potter publié dans The Magazine of American History en 1878. Potter basa son ouvrage sur des entretiens avec de nombreux soldats mexicains ayant participé à la bataille,. Le premier livre non fictionnel couvrant la bataille, The Alamo de John Myers Myers fut publié en 1948. Depuis lors, la bataille a été représentée dans de nombreux ouvrages historiques.
Selon Todish, « il y a peu de doute sur le fait que la plupart des Américains ont probablement formé un grand nombre de leur opinion sur ce qui s'est passé à Alamo non des livres, mais à partir des différents films réalisés sur la bataille ». Le premier récit cinématographique de la bataille fut The Immortal Alamo de William F. Haddock en 1911. L'affrontement fut popularisé dans Davy Crockett at the Alamo le 3e épisode de la série télévisée Davy Crockett. Réalisé par Norman Foster en 1955, il s'appuyait largement sur les légendes de la bataille. La même année, Frank Lloyd rappelait l'événement dans le film Quand le clairon sonnera et en 1960, John Wayne réalisa et joua dans Alamo l'une des versions cinématographiques les plus connues mais à la justesse historique douteuse,. Un autre film, également appelé Alamo, sorti en 2004 est jugé plus fidèle à la réalité que les versions précédentes .
De nombreux musiciens ont été inspirés par la bataille. La Ballade de Davy Crockett de Tennessee Ernie Ford resta seize semaines au palmarès country américain en 1955. Marty Robbins enregistra une version de la chanson The Ballad of the Alamo en 1960 qui resta treize semaines parmi les meilleures ventes. La chanson Remember the Alamo de Jane Bowers fut reprise par de nombreux artistes dont Johnny Cash et Donovan.